# Pouteria jariensis
Pouteria jariensis là một loài thực vật có hoa trong họ Hồng xiêm. Loài này được Pires & T.D.Penn. miêu tả khoa học đầu tiên năm 1990.